# بخش وین (شهرستان دارک، اوهایو)
بخش وین (به انگلیسی: Wayne Township) یک منطقهٔ مسکونی در ایالات متحده آمریکا است که در شهرستان دارک، اوهایو واقع شده‌است.
 بخش وین ۸۲٫۷ کیلومتر مربع مساحت و ۴٬۴۸۹ نفر جمعیت دارد و ۲۹۹ متر بالاتر از سطح دریا واقع شده‌است.